# Jonathan Hyde

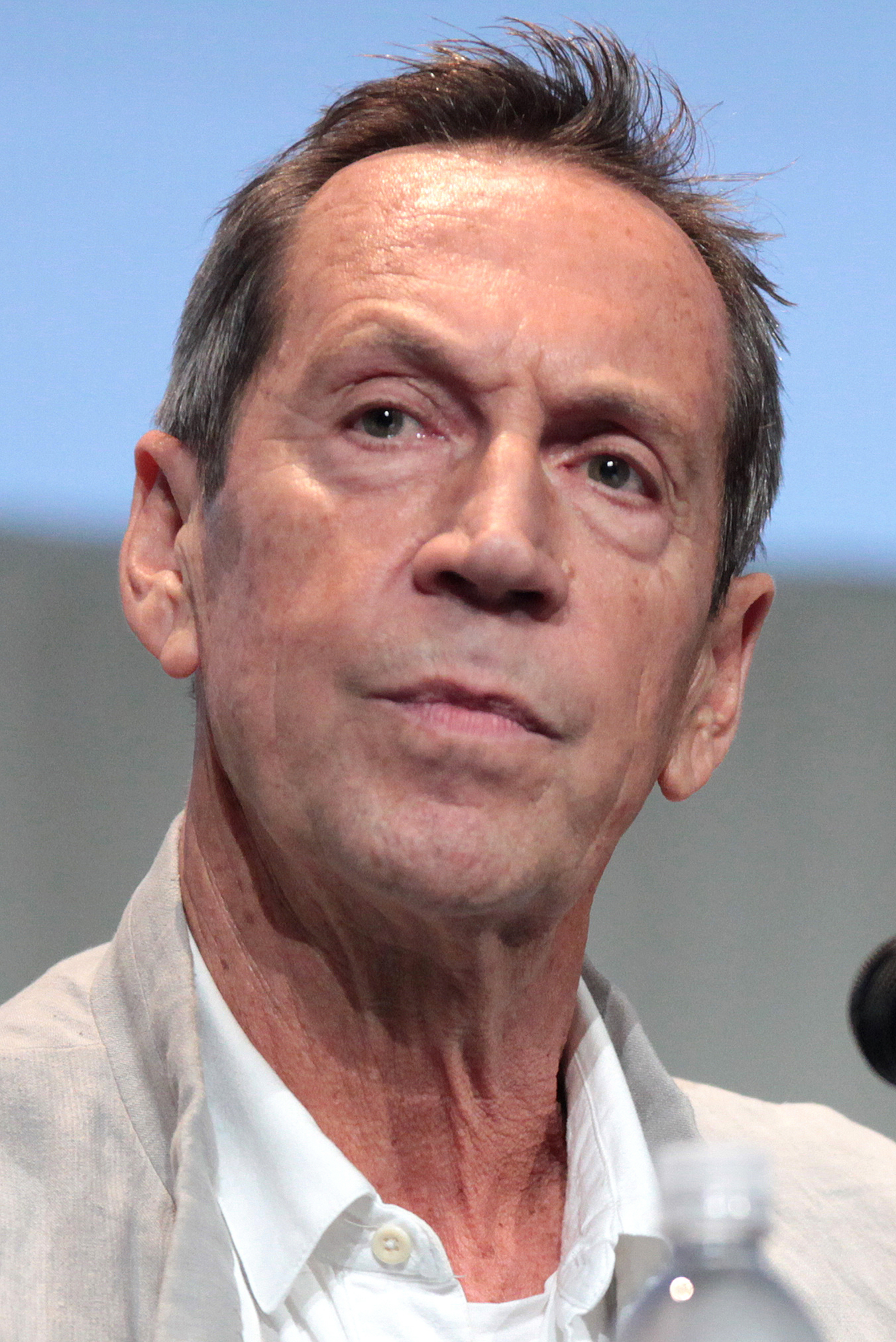
Jonathan Hyde (2015)

Jonathan Hyde (* 21. Mai 1948 in Brisbane, Queensland, Australien) ist ein in Australien geborener britischer Schauspieler.

## Karriere
Jonathan Hyde ist ein respektiertes Mitglied der Royal Shakespeare Company. Außerdem absolvierte er die Royal Academy of Dramatic Art und ist dort außerordentliches Mitglied geworden. Danach spielte er in zahlreichen Filmen wie The Contract, Sherlock Holmes – Der Seidenstrumpfmörder, Attila – Der Hunne, Stauffenberg – Verschwörung gegen Hitler, Land of the Blind, Richie Rich (1994) und King Tut – Der Fluch des Pharao (2006) mit.
Hyde ist vor allem durch die Rollen des Samuel Alan Parrish/Van Pelt im Film Jumanji, des Warren Westridge in Anaconda, des Joseph Bruce Ismay im Film Titanic, des Dr. Allen Chamberlain im Film Die Mumie und des Eldritch Palmer in The Strain bekannt geworden.

## Filmografie
- 1977: Supernatural (Miniserie, eine Folge)
- 1980: Phoelix
- 1984: Mistrals Tochter – Erben der Liebe (Mistral’s Daughter, Miniserie)
- 1985: An Indecent Obsession
- 1986: Caravaggio
- 1990: Stauffenberg – Verschwörung gegen Hitler (The Plot To Kill Hitler, Fernsehfilm)
- 1993: Deadly Advice
- 1994: Sherlock Holmes (The Memoirs of Sherlock Holmes, Fernsehserie, eine Folge)
- 1994: Wer hat meine Familie geklaut? (Being Human)
- 1994: Richie Rich (Ri¢hie Ri¢h)
- 1995: Jumanji
- 1997: Titanic
- 1997: Anaconda
- 1999: Die Mumie (The Mummy)
- 1999: Jeanne d’Arc – Die Frau des Jahrtausends (Joan of Arc)
- 2000: Eisenstein
- 2000: Der Prinz und der Bettelknabe (The Prince and the Pauper, Fernsehfilm)
- 2001: Attila – Der Hunne (Attila)
- 2001: Der Schneider von Panama (The Tailor of Panama)
- 2001: Gwyn – Prinzessin der Diebe (Princess of Thieves)
- 2001: Jagd auf den Schatz der Riesen (Jack and the Beanstalk: The Real Story) (Fernsehfilm)
- 2002–2003: Dinotopia (Fernsehserie, 8 Folgen)
- 2002: Vacuums
- 2003: Inspector Barnaby (Fernsehserie, eine Folge)
- 2004: Sherlock Holmes – Der Seidenstrumpfmörder (Sherlock Holmes and the Case of the Silk Stocking, Fernsehfilm)
- 2006: King Tut – Der Fluch des Pharao (The Curse of King Tut’s Tomb, Fernsehfilm)
- 2006: The Contract
- 2006: Land of the Blind
- 2008: King Lear (Fernsehfilm)
- 2011: Spooks – Im Visier des MI5 (Spooks, Fernsehserie, 6 Folgen)
- 2013: Der junge Inspektor Morse (Endeavour, Fernsehserie, eine Folge)
- 2014–2017: The Strain (Fernsehserie, 31 Folgen)
- 2015: Crimson Peak
- 2016: Die Tokioter Prozesse (Tokyo Trial, Miniserie)
- 2018: A Very English Scandal (Fernsehserie, eine Folge)
- 2023: The Crown (Fernsehserie, Folge 6x10)
- 2024: Sebastian
- 2024: Der Brutalist (The Brutalist)